# Trinitrotriazin
Trinitrotriazin (2,4,6-trinitro-1,3,5-triazin, TNTA) je teoretická a nepřipravená heterocyklická látka. Jde o teoretickou látku, která nebyla přes svoji jednoduchost připravena. Cesta nukleofilní substitucí z trichlortriazinu není realizovatelná, podobně jako přímá nitrace triazinu. Existují i jiné, navržené a pravděpodobně více praktické cesty.
TNTA má mít účinnost mezi oktogenem a hexogenem (kolem 370 kbar). Má být ale relativně citlivá (podobně jako hexogen) a ne příliš stabilní. Jako taková tedy není perspektivní výbušninou a jedná se spíše o chemickou kuriozitu.